# Erbil

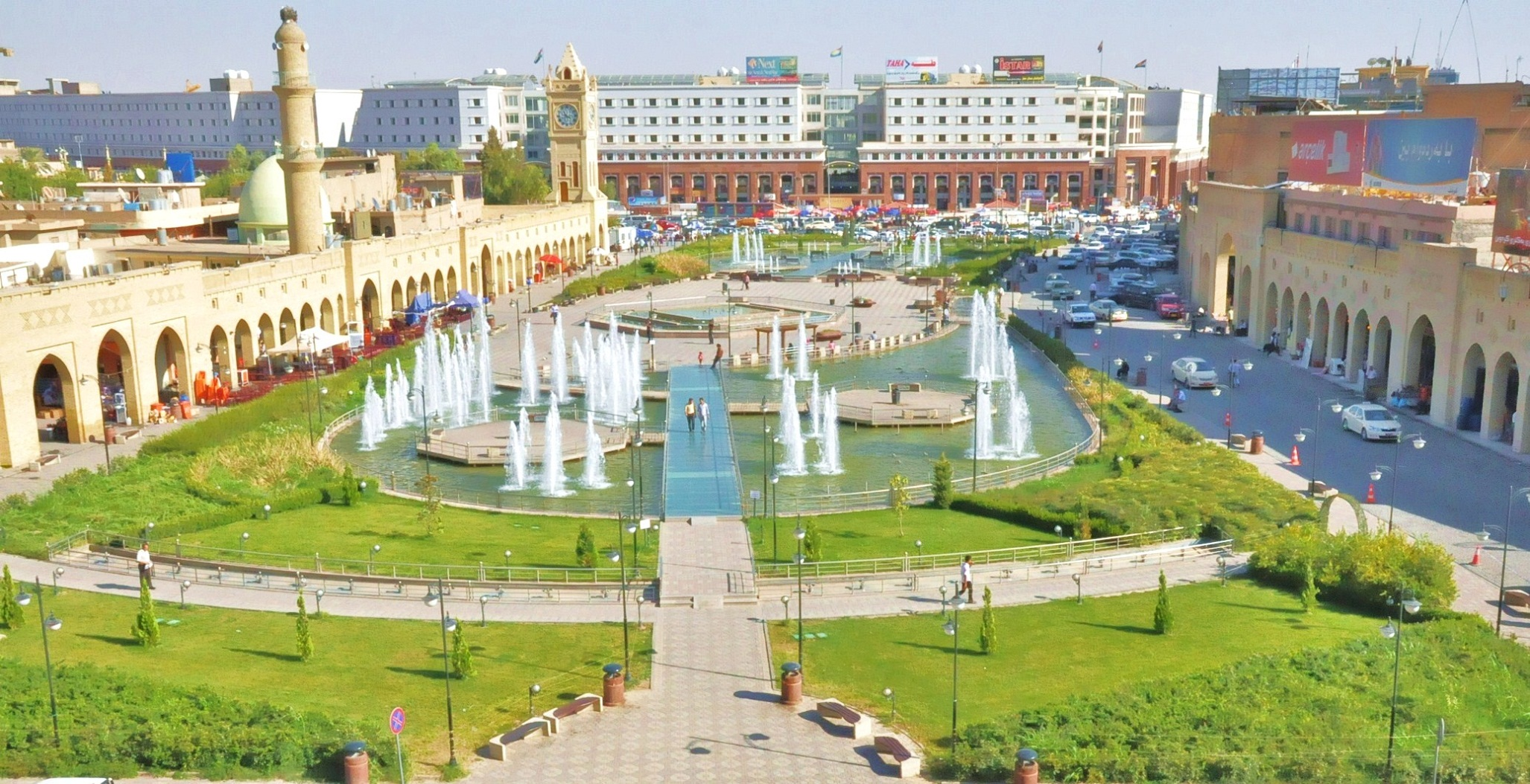
Blick auf die Innenstadt

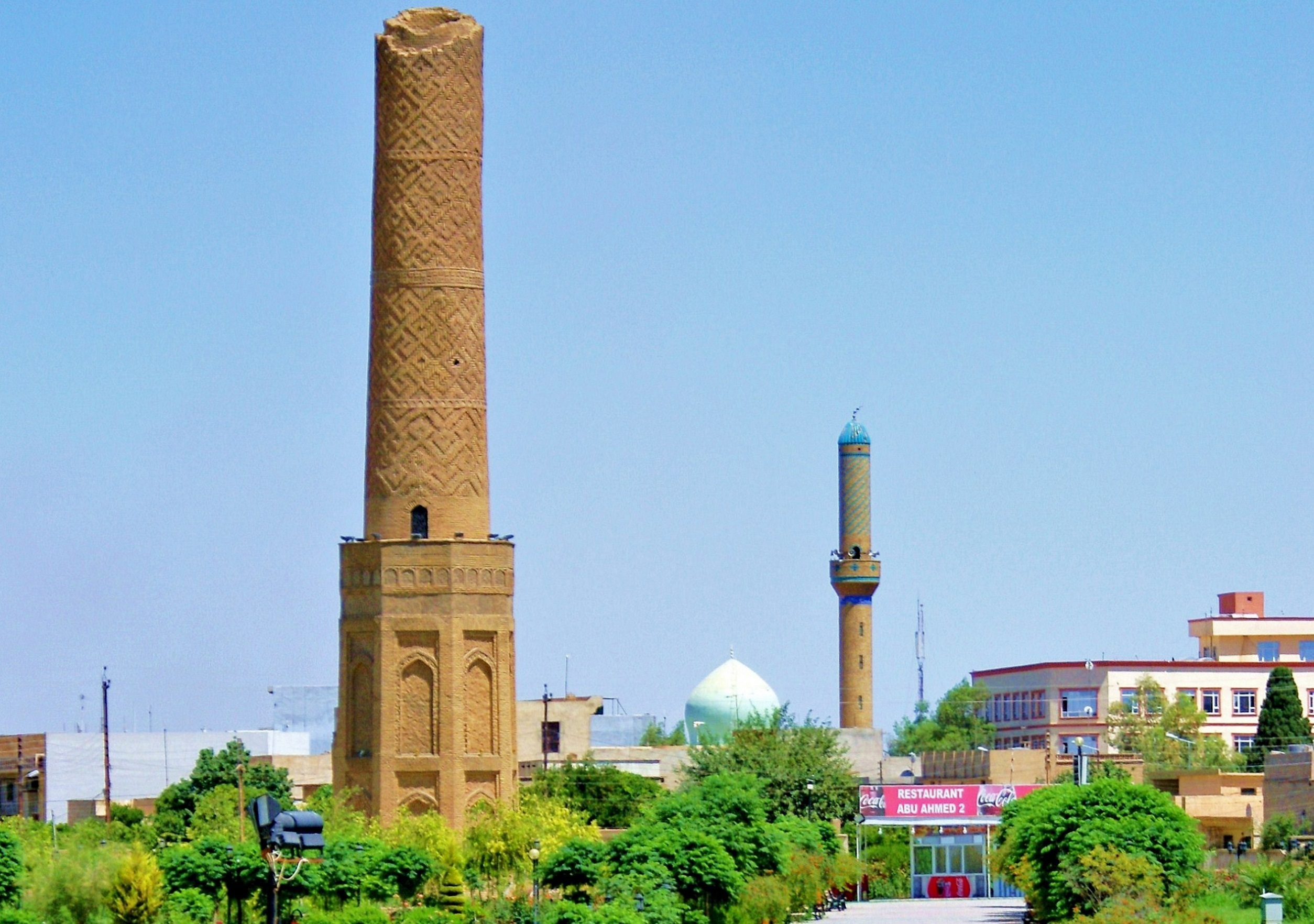
Das Mudhafaria-Minarett

Erbil (amtlich kurdisch ھەولێر Hewlêr oder arabisch أربيل Arbil, DMG Arbīl, historisch Arbela (altgriechisch Ἄρβηλα (n. pl.))) ist die Hauptstadt und zugleich auch der Sitz der Regierung der Autonomen Region Kurdistan im Irak. Zudem ist Erbil die Hauptstadt des gleichnamigen Gouvernements Erbil und Wirtschafts- und Handelszentrum der Region.
Die Zitadelle von Erbil gilt als eine der ältesten kontinuierlich bewohnten Siedlungen der Welt; im Juni 2014 wurde ihr von der UNESCO der Status eines Weltkulturerbes verliehen.
Begünstigt durch die stabile Sicherheitslage und da es Standort des Regionalparlaments ist, wurden in Erbil einige Auslandsvertretungen eröffnet. Länder, die in Erbil eine diplomatische Vertretung haben, sind unter anderem die USA, Russland, Iran, Großbritannien, Frankreich, Südkorea, Deutschland und China. Im November 2007 eröffnete die UNO ein Büro in Erbil. Bürgermeister ist Omed Khoshnaw, nachdem sein Vorgänger Firsat Sofi 2020 an COVID-19 gestorben war.

## Etymologie
Aufgrund ihres immensen Alters wurde die Stadt schon frühzeitig in der Menschheitsgeschichte erwähnt. Schon im dritten Jahrtausend vor Christus erwähnten die Sumerer die Stadt als Urbilum bzw. Urbelum. Dieser Begriff leitet sich wahrscheinlich vom hurritischen Wort Arbilum ab. In der Ur-III-Zeit hieß der Ort ebenfalls Urbilum, bis in die Altbabylonische Zeit Urbel, die Assyrer nannten ihn Arbail (heute reichsaramäisch ܐܪܒܝܠ Arbela). Andere Forscher führen den Namen auf das akkadische arba’ū ilū (Vier Götter) zurück. Im alten Persien wurde die Stadt Arbairā genannt, im antiken Griechenland Arbelles und Arbila.
Der heutige kurdische Name Hewlêr ist wohl eine weitere Veränderung des Wortes Arbel um verschiedene phonetische Metathesen.

## Bevölkerung
Die Bevölkerung von Erbil ist in den letzten Jahren stark gewachsen. 2007 betrug laut OCHA die Einwohnerzahl der Stadt Erbil 808.600, die Einwohnerzahl des Distrikts Erbil 1.115.890 und die Einwohnerzahl des Gouvernements Erbil 1.542.421.
2013 ging die Joint Analysis Unit United Nations Assistance Mission for Iraq von einer Bevölkerung von 1.530.722 für das Gouvernement Erbil aus. Im Jahre 2014 veröffentlichten die REACH-Initiative von UNOSAT, ACTED (Agency for Technical Cooperation and Development) und IMPACT, dass vor der Eroberung Mossuls durch den sogenannten Islamischen Staat Erbil eine Bevölkerung von mehr als 1.400.000 hatte.
Schätzungen neueren Datums gehen von bis zu 2 Millionen Einwohnern im Gouvernement aus, exakte und zuverlässige Zahlen existieren jedoch nicht. Die Mehrheit stellen die Kurden; zu den Minderheiten zählen Chaldo-Assyrer, Araber und Turkmenen. Außerdem leben, bedingt durch den aufkommenden Wohnungs- und Hausbau, zahlreiche Gastarbeiter türkischer Unternehmen in der Stadt. Die Einwohner der Stadt sind überwiegend Muslime. Über 40.000 christliche Chaldo-Assyrer leben hauptsächlich im Vorort Ankawa.

## Geschichte

### Antike
Erbil zählt zu den ältesten durchgehend besiedelten Städten der Welt. Das Alter der Stadt wird auf mehr als 8000 Jahre geschätzt. Bereits unter Aššur-reš-iši I. war die Stadt das Ziel assyrischer Feldzüge. Die Stadt war lange Zeit ein religiöses Zentrum für die Göttin Ischtar.
Als Erbil unter medischer Herrschaft stand, siedelte Kyaxares I. Stämme der Sagartier aus dem Zagros-Gebirge hier an. Als die Achämeniden die Meder ablösten, führte der Meder Phraortes einen Aufstand gegen Dareios I. an. Dareios I. besiegte die Aufständischen 521 v. Chr. und ließ dies auf der Behistun-Inschrift verewigen. 331 unterlag der persische Großkönig Dareios III. in der Schlacht von Gaugamela unweit nördlich von Arbela dem makedonischen König Alexander dem Großen. Die Schlacht wurde auch als Schlacht von Arbela bekannt, angeblich, weil den Makedonen Gaugamela als zu unbedeutend erschien (Strabon, Geographika 16,3). Nach der Niederlage der Perser gegen Alexander den Großen wurde Erbil Teil des Seleukidenreiches. In klassischer Zeit war die Stadt unter ihrem aramäischen Namen Arbela bekannt. Die Griechen nahmen an, dass Arbela von Arbelus, dem Sohn des Athmoneus gegründet worden war (Strabon, Geographika 16,3). Erbil war Hauptstadt des Fürstentums Adiabene. Mit dem Sieg von 141 v. Chr. wurde Mithridates I. von Parthien zum Herrscher Mesopotamiens. Mehrfach wechselte die Stadt zwischen Parthern und Seleukiden. 88 v. Chr. eroberte Tigranes II. Erbil und besetzte Adiabene. Als die Römer Armenien bedrohten, bot er den Parthern als Gegenleistung für ihre Hilfe gegen Rom Adiabene an.
Später entwickelte sich Erbil zur Hauptstadt eines mehr oder weniger autonomen Vasallenstaates der Parther. Der erste bekannte König der lokalen Dynastie war Izates, der um 30 n. Chr. herrschte. Sein Nachfolger konvertierte zum Judentum.
Im Jahr 195 besetzte Septimius Severus Adiabene und erhielt den Titel Parthicus Adiabenicus. Vologaeses V. eroberte Adiabene zurück und bestrafte König Narses wegen der unterlassenen Hilfe bei einem Feldzug im Osten des Reiches. Erbil wurde wie das gesamte Gebiet in den römisch-parthischen Kriegen oft umkämpft. 216 eroberte Caracalla die Stadt. Die Römer plünderten königliche parthische Gräber.
Nach der Revolte des Ardaschir I. im Jahr 222 gegen die Parther und der Etablierung des Sassanidischen Reiches wurde Erbil für 400 Jahre Teil des neuen Reiches. Erbil wurde von einem Gouverneur (mittelpersisch Mowbed) regiert. Einer dieser Gouverneure war der Kronprinz Chosrau II. Erbil war Sitz eines Metropoliten der Kirche des Ostens. Die Diözese hieß auf Aramäisch Ḥdhayab. In Erbil lebten viele aramäisch sprechende Christen. Die Christianisierung des nördlichen Mesopotamien ging oft von Erbil aus.

### Mittelalter

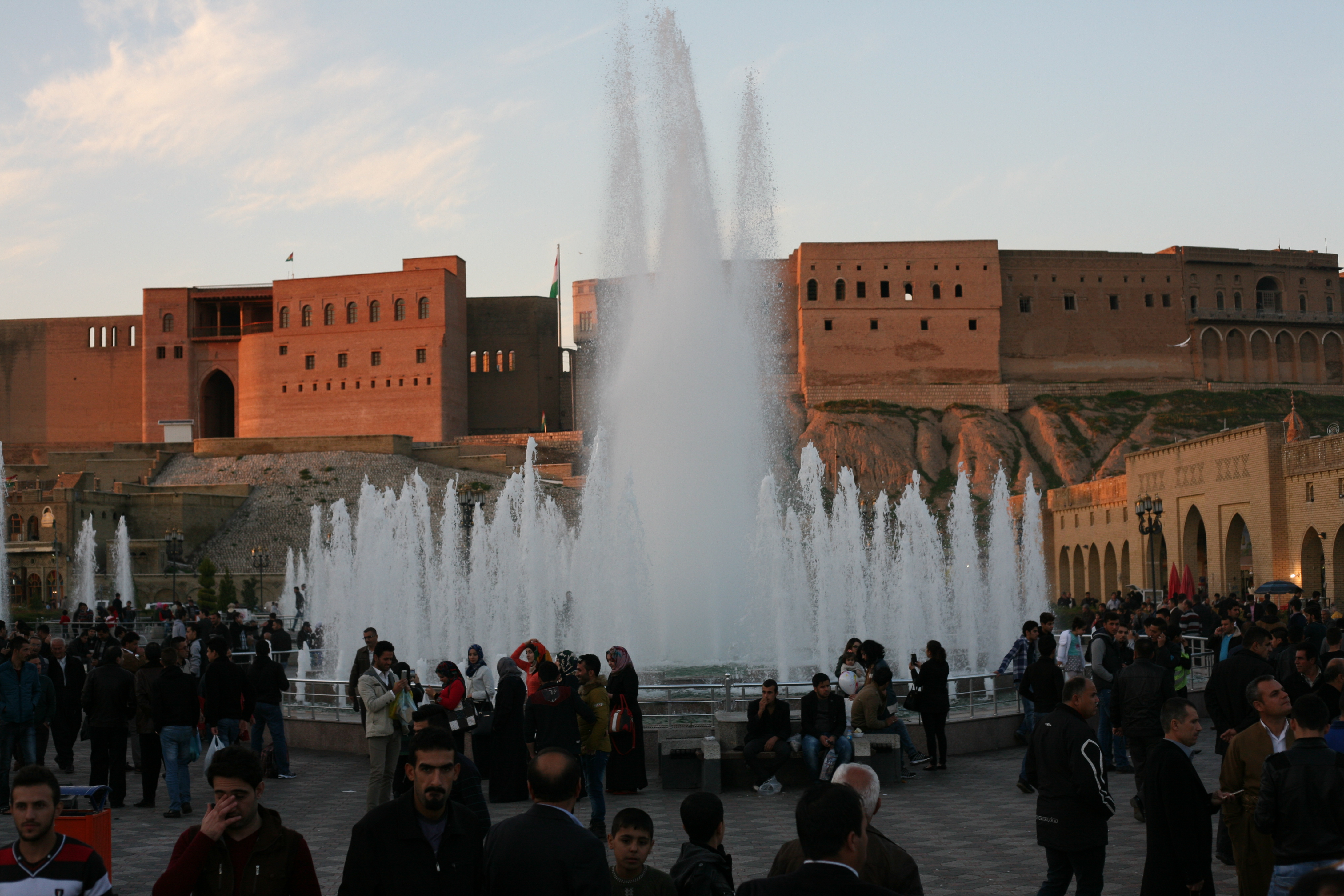
Blick auf Häuserfassaden auf der Zitadelle in der Stadtmitte

Während des Mittelalters wurde Erbil zu einer wichtigen Station auf der Handelsstraße zwischen Mossul und Bagdad. Nachdem die Sassaniden durch die Araber besiegt worden waren, wurde das Gebiet muslimisch. Jahrhunderte später eroberte Imad ad-Din Zengi 1131 die Stadt. Von 1145 bis 1233 war Erbil Hauptstadt der Begteginiden oder Atabegs von Erbil. Einer dieser lokalen Herrscher, Muzaffar ad-Din Gökböri, hinterließ viele soziale Einrichtungen wie Waisenhäuser. Nach 1233 fiel die Stadt an die Abbasiden. 1235 plünderten die Mongolen Erbil. 1397 fiel Timur in die Stadt ein und zerstörte sie. Der Anteil der Christen nahm immer mehr ab, und Erbil wurde mehr und mehr eine muslimische Stadt. Ab dem 16. Jahrhundert regierten die Osmanen über Erbil, und sie wurde Teil des Vilâyets von Mossul. 1731 belagerte Nader Schah, der spätere Herrscher Persiens, die Stadt und konnte sie nach langem Widerstand einnehmen. Trotzdem blieb die Stadt bis zum Ersten Weltkrieg Teil des Osmanischen Reiches.
Erbil besteht aus einer Unterstadt in der Ebene am Fluss und der Kernstadt auf dem Siedlungshügel, in dessen Mitte ein osmanisches Fort thront.

### Neuzeit
Erbil wurde im ersten Golfkrieg leicht beschädigt. Nach dem Rückzug des irakischen Militärs und der Verwaltung 1992 wurde das erste freie kurdische Parlament in Erbil gewählt. Es gab bis 1996 gewalttätige Auseinandersetzungen zwischen der Kurdischen Demokratischen Partei (KDP) und der Patriotischen Union Kurdistans (PUK). Seit 1996 wird Erbil von der KDP verwaltet.
Am 4. Juni 2005 trat erstmals das kurdische Regionalparlament zusammen, am 12. Juni 2005 wurde Masud Barzani zum Präsidenten der Autonomen Region Kurdistan im Irak ernannt.
Im August 2014 kam es zwischen der autonomen Region Kurdistan und dem Islamischen Staat (IS) zu einer ersten Konfrontation. Bei dieser Konfrontation kam es zu Kämpfen zwischen den kurdischen Peschmerga-Truppen und den Milizen des Islamischen Staats um die Stadt. Als die Terroristen des IS mit einer Blitzoffensive 40 km vor Erbil versuchten vorzurücken, schalteten sich die Vereinigten Staaten unmittelbar danach ein. Durch Luftangriffe seitens der Vereinigten Staaten konnte der Vormarsch auf die Stadt zeitnah und effektiv gestoppt werden. Auch danach wurden die Kurden mit Luftangriffen auf Artilleriestellungen des IS unterstützt. Im weiteren Verlauf schlossen sich mehrere Staaten unter der Führung der USA zu einer Anti-IS-Allianz zusammen, um den Kurden weitere Unterstützung aus der Luft geben zu können.

## Klima
Die Stadt besitzt ein trockenes subtropisches Klima. In den Sommermonaten zwischen Juni und September steigt die durchschnittliche maximale Temperatur auf bis 42 Grad Celsius, begleitet von starker Sonnenstrahlung: Regen ist während dieser Zeit des Jahres äußerst unwahrscheinlich.
Im Winter, zwischen Dezember und Februar, beträgt die maximale Temperatur durchschnittlich 12 bis 14 Grad Celsius. Die minimale Temperatur im Januar liegt bei etwa zwei Grad Celsius im Mittel, aber auch Werte unter null Grad Celsius sind nicht selten in dieser Jahreszeit. Die jährliche Niederschlagsmenge von durchschnittlich etwa 540 Millimeter fällt fast ausschließlich im Zeitraum von November bis April.
|                        | Jan | Feb | Mär | Apr | Mai | Jun | Jul | Aug | Sep | Okt | Nov | Dez |   |      |
| Mittl. Temperatur (°C) | 7   | 9   | 12  | 18  | 24  | 30  | 33  | 33  | 29  | 23  | 15  | 9   | ⌀ | 20,2 |
| Mittl. Tagesmax. (°C)  | 12  | 14  | 18  | 24  | 32  | 38  | 42  | 42  | 38  | 31  | 21  | 14  | ⌀ | 27,2 |
| Mittl. Tagesmin. (°C)  | 2   | 4   | 7   | 11  | 17  | 21  | 25  | 24  | 20  | 15  | 9   | 4   | ⌀ | 13,3 |
|                        |     |     |     |     |     |     |     |     |     |     |     |     |   |      |
| Niederschlag (mm)      | 111 | 97  | 89  | 69  | 26  | 0   | 0   | 0   | 0   | 12  | 56  | 80  | Σ | 540  |

| 2 |

| 4 |

| 7 |

| 11 |

| 17 |

| 21 |

| 25 |

| 24 |

| 20 |

| 15 |

| 9 |

| 4 |

| 2 |

| 4 |

| 7 |

| 11 |

| 17 |

| 21 |

| 25 |

| 24 |

| 20 |

| 15 |

| 9 |

| 4 |

## Wirtschaft

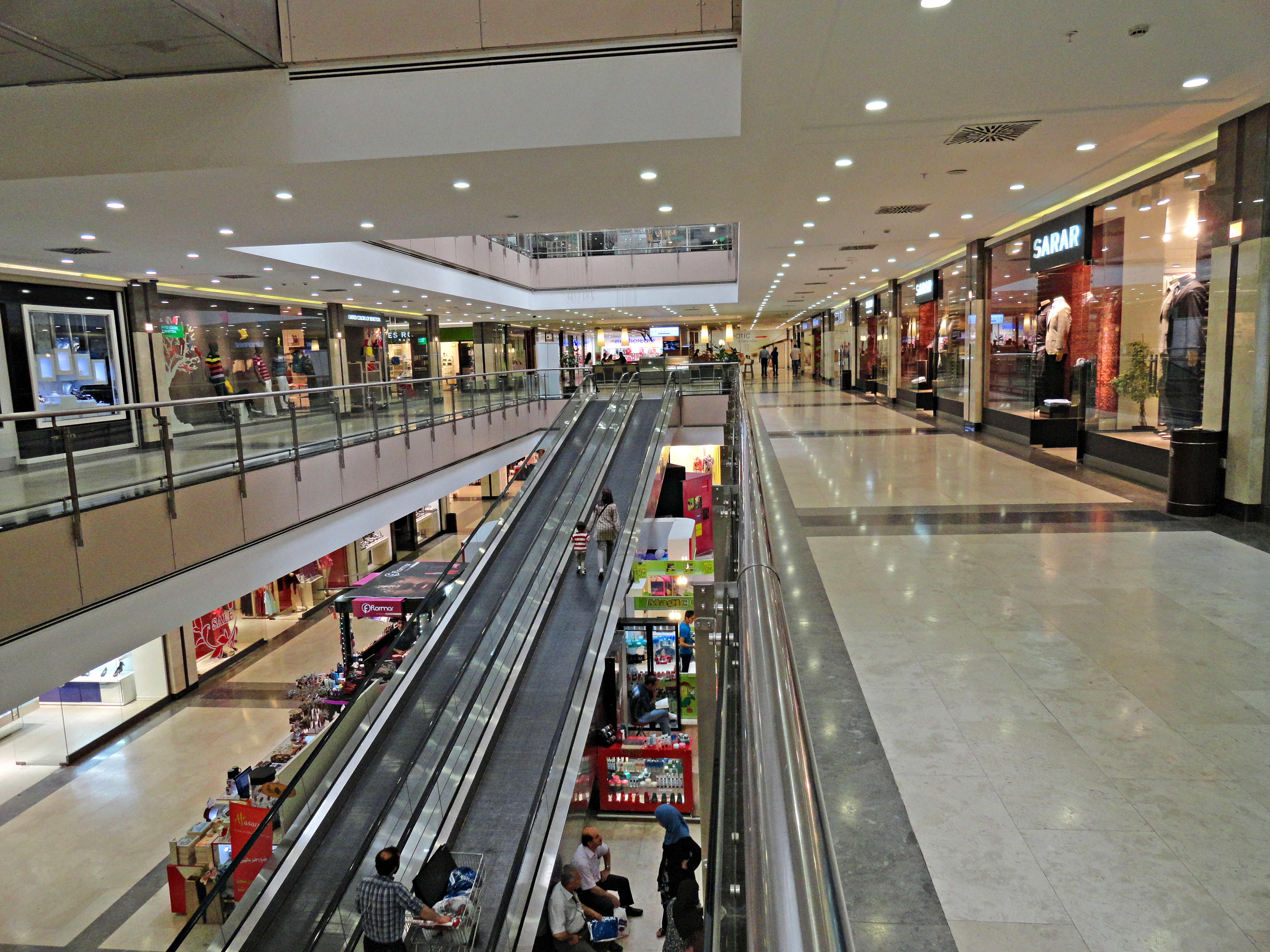
Moderne Majidi Mall in Erbil

Die wirtschaftliche Stellung Erbils im Irak war über Jahrzehnte unbedeutend. Gründe waren die Politik Saddam Husseins, die Operationen und Massaker der irakischen Armee, sowie die Folgen der Aufstände nach dem Zweiten Golfkrieg und des anschließenden Bürgerkriegs zwischen den kurdischen Fraktionen. Dies änderte sich schlagartig mit dem Irakkrieg: Da in den anderen Teilen des Irak Terroranschläge von Baathisten und Islamisten an der Tagesordnung waren, wichen immer mehr Unternehmen nach Erbil aus. Dies hat zu einer regen wirtschaftlichen Aktivität in Erbil sowie zu einer starken Zunahme der Bevölkerung (2003: ca. 700.000; 2010 über 1 Million; 2014 ca. 1,4 Millionen) geführt. Im November 2009 wurde von Premierminister Barham Salih die neue Majidi Mall eröffnet. Dort sind unter anderem auch internationale Geschäfte und Marken wie beispielsweise Adidas und Nike vertreten.

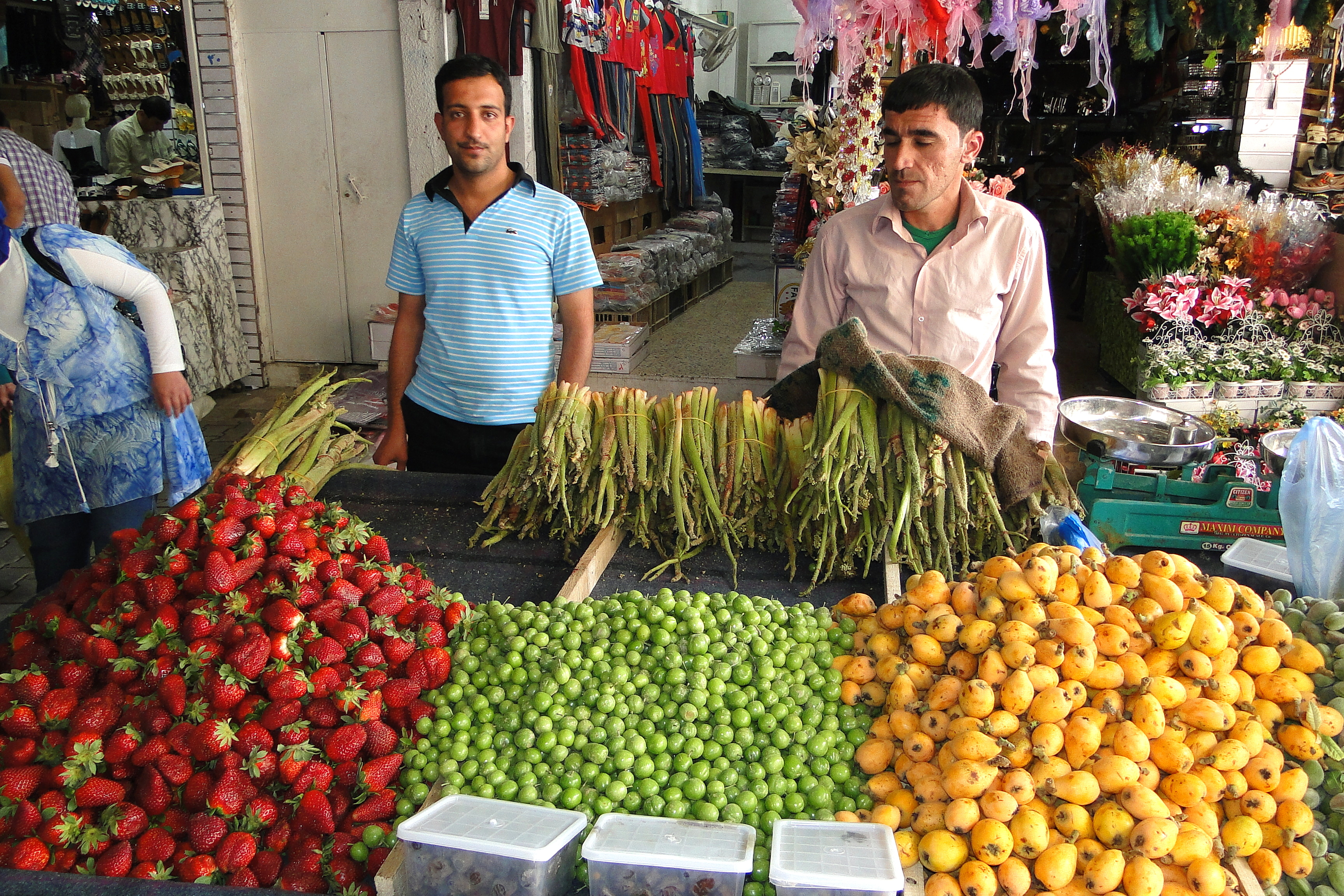
Obst- und Gemüsestand im Bazar Erbils

Erbil hat Funktionen übernommen, die früher Amman in Jordanien hatte, zum Beispiel als Messestandort und als Ort für große Konferenzen. Seit Februar 2010 gibt es ein deutsches Wirtschaftsbüro, das deutschen Firmen hilft.
Auch ein Handelsplatz für Wertpapiere soll mit dem Erbil International Stock Market aufgebaut werden.

## Infrastruktur

### Luftverkehr
Nach dem Sturz des Regimes von Saddam Hussein 2003 wurde der Flughafen Erbil von einer Militärbasis zu einem Flughafen für die zivile Luftfahrt umgebaut, der am 7. Juli 2005 eröffnete und Linienflugverbindungen zu Zielen in Europa und dem Nahen Osten anbietet. 2016 nutzten ihn 1.814.273 Reisende. Nach dem Unabhängigkeitsreferendum der Autonomen Region Kurdistan 2017 behinderte der Irak den Flughafen für internationale Flüge. Bis 2019 stieg das Fluggastaufkommen dennoch auf 1.909.785, sank aber 2020 auf nur noch 506.263 Passagiere. 2022 wurden wieder 1.862.854 Fluggäste gezählt.

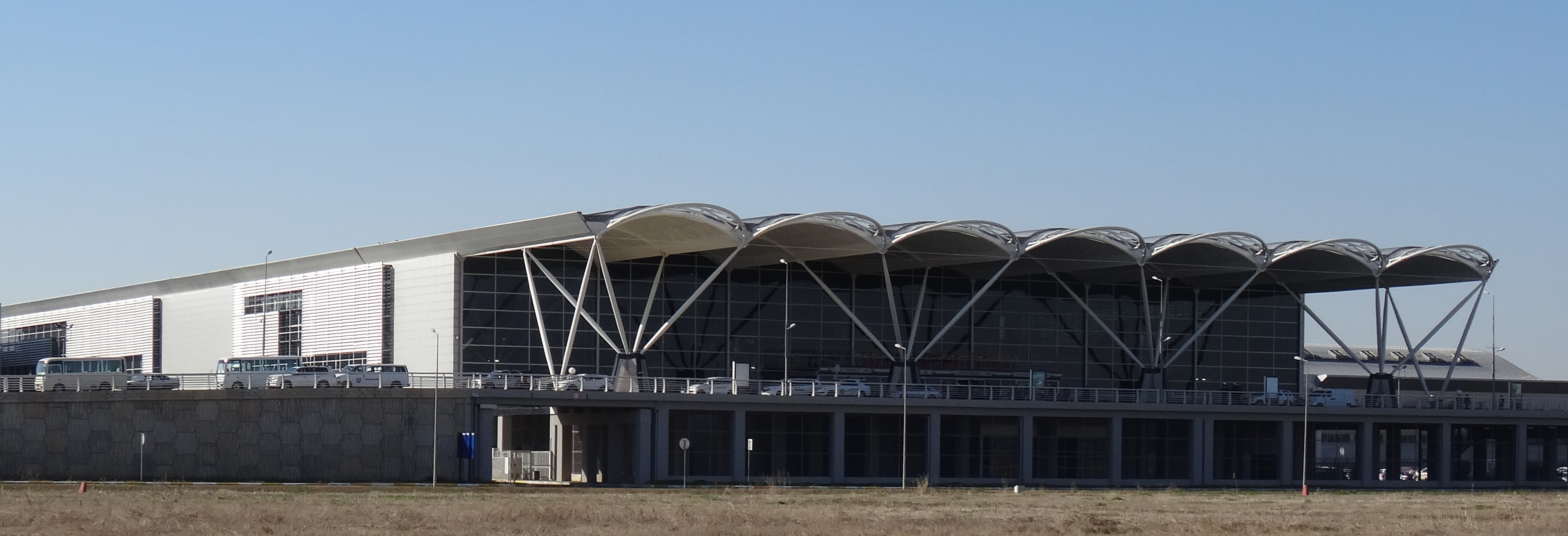
Internationaler Flughafen Erbil

### Eisenbahn
Die Eisenbahn erreichte Erbil im Juni 1947 als die seit 1925 von Bagdad nach Kirkuk führende Verbindung über die Bahnstrecke Jaloula–Erbil nach hier verlängert wurde. Es handelte sich um eine Schmalspurbahn mit Meterspur. Als Folge des Ersten Golfkriegs wurde der Bahnbetrieb im Juni 1982 eingestellt und nie wieder aufgenommen. Kirkuk erhielt mit der Bahnstrecke Al-Haqlaniya–Kirkuk 1987 wieder Anschluss an das Eisenbahnnetz des Irak, diesmal in Normalspur. Die Strecke wurde aber nicht bis Erbil verlängert.

## Großprojekte

### Grüner Gürtel
Der Grüne Gürtel in Erbil ist ein Teilprojekt des Erbil Master Plans, dessen Umsetzung seit 2007 geplant wurde und seit 2012 genehmigt ist.
Er ist eine künstliche Grünanlage und soll mit einem Umfang von 80 km rund um die Stadt angelegt werden. Er soll hauptsächlich aus Agrarflächen und aufgeforsteten Wäldern bestehen. Hauptziel des Projektes ist es, Auswirkungen von Sandstürmen zu minimieren und die schleichende Desertifikation zu verlangsamen und im besten Falle zu beenden. Weitere Ziele sind ein Ende der Zersiedelung Erbils, um hohe Infrastrukturkosten zu vermeiden, und ein konkurrenzfähiger regionale Agrarsektor mit stärkerer örtlicher Vermarktung der angebauten Produkte. Zudem soll hier mit Anreizen für Investitionen der Tourismus ausgebaut werden. Des Weiteren soll der Grüne Gürtel als Naherholungsgebiet dienen und langfristig positiv auf das Klima der Stadt wirken.

### Downtown Erbil
Im Jahre 2013 verkündete Emaar Properties, das größte Immobilienunternehmen der Vereinigten Arabischen Emirate, den Bau und die Planung von Downtown Erbil nach dem Vorbild von Downtown Dubai. Der Konzern ist bekannt für Großprojekte der Oberklasse, wie beispielsweise Downtown Dubai und Burj Khalifa. Downtown Erbil ist, mit 3 Milliarden US-Dollar an Kosten, das bisher teuerste Großprojekt in der ganzen Region Kurdistan. Die zukünftige Innenstadt, mit einer Fläche von 541.000 m², soll für Wohnungen, Hotels und ein Einkaufszentrum genutzt werden.

### Gulan-Straße
Weiterhin werden breite Ringstraßen angelegt, die die weitere Stadtentwicklung anregen sollen. Den Schwerpunkt der heutigen Stadtentwicklung bildet die Gulan Street, noch vor fünf Jahren eine Landstraße und Umgehungsstraße um Erbil. Sie führt von der Hauptstraße Erbil–Mossul über etwa 6 Kilometer zur Hauptstraße Erbil–Schaqlawa und ist mittlerweile von diversen Villenvierteln, Einkaufszentren und Hochhäusern geprägt.
Die inzwischen vierte Ringstraße ist nach Qazi Mohammed benannt, dem ersten Präsidenten der Republik Mahabad; die Umgebung dieser Straße ist bereits zu weiten Teilen zur Bebauung freigegeben.

### Erbil Masterplan
Der irakische Staat hatte bis Anfang 2009 keine Gesetzesgrundlage zur Schaffung rechtlicher Rahmenbedingungen für eine geordnete Stadtplanung, etwa für die Erstellung von Flächennutzungsplänen oder Bebauungsplänen. Aufgrund der herausragenden Bedeutung von Erbil für die kurdische Region beschloss die Verwaltung einen Entwicklungs- und Flächennutzungsplan, der bis auf das Jahr 2034 ausgelegt ist. Ein neues Einkaufszentrum namens Nistiman-Mall befindet sich noch im Bau. Es soll als Ersatz für das heruntergekommene Scheikalah-Marktviertel des ehemaligen Stadtzentrums dienen. Das alte Stadtzentrum wird zu Gunsten von Grünanlagen größtenteils abgerissen werden. Die alte Zitadelle wurde bereits evakuiert und in ein Freilichtmuseum umgewandelt. Diese erste Phase des Entwicklungsplans soll bis 2014 abgeschlossen sein.
Zum Masterplan gehören unter anderem:
- Aquakulturen südwestlich und westlich der Stadt
- Die Ansiedlung von Schwerindustrien südlich und südöstlich der Stadt
- Die Ansiedlung der Petrochemie-Industrie östlich der Stadt
- Eine Formel 1/Grand Prix Rennstrecke im Osten
- Safari- und Naturparks im Norden und Osten
- Mehrere Stauseen und Wasserschutzgebiete im Norden und Westen
- Verschiedene Erholungs- und Sportangebote (Golfplätze, Grüner Gürtel etc.)

Im April 2022 wurde als Erweiterung das „Erbil Sustainable Capital 2050 Project“ gestartet. Die TU Berlin betreut ein Dissertationsprojekt zur Entwicklung der Altstadt.

## Bildung
In Erbil gibt es viele internationale Bildungseinrichtungen, darunter befinden sich US-amerikanische, britische, französische und deutsche Schulen und Universitäten. Die älteste Universität der Stadt und zugleich auch der Autonomen Region Kurdistan ist die Salahaddin University. Diese wurde 1968 in Sulaimaniyya gegründet und trug den Namen University of Sulaimani. 1981 wurde diese vom irakischen Regime, aufgrund des massiven kurdischen Widerstandes der Stadt gegen Saddam Hussein, nach Erbil verlegt und in Salahaddin University umbenannt. Sie hat seit 1981 ihren Sitz in Erbil und ist die meistbesuchte Hochschule der Region Kurdistan. Neben der Salahaddin-Universität gibt es weitere Hochschulen in Erbil, darunter die 2006 gegründete University of Kurdistan Hewlêr, deren Schwerpunkt in den Gesundheitswissenschaften liegt, und die Hawler Medical University.
Im September 2010 wurde in Erbil eine deutsche Schule mit zunächst fünf Klassen sowie einem Kindergarten und Vorschule eröffnet.

## Sehenswürdigkeiten

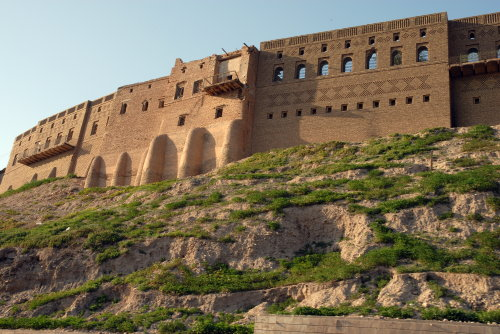
Restaurierte Häuserfassaden an der Südseite der Zitadelle

Die bekannteste Sehenswürdigkeit der Stadt ist die Zitadelle von Erbil, die von UNESCO im Jahr 2014 den Status eines Weltkulturerbes erhielt. Sie ist über 8.000 Jahre alt und gilt als eine der ältesten durchgehend bewohnten Siedlungen der Welt. In dieser Siedlung lebten zuvor Assyrer, Akkadier, Babylonier und Griechen. Am südlichen Eingang der Zitadelle befindet sich der stadtbekannte, traditionelle Qaysari Bazar. Dieser Bazar wurde im vierzehnten Jahrhundert gegründet, als die Stadt anfing sich zu vergrößern. Auf dem Bazar werden seither Souvenirs, Goldschmuck, Textilien und selbstgemachte Lebensmittel gehandelt.

## Persönlichkeiten
- Ibn Challikān (1211–1282), kurdischer Biograph und islamischer Rechtsgelehrter
- Muhammad al-Chatib Erbili
- Dawan Koye
- Aram Hawleri
- Daschti (1909–1957)
- Ahmad an-Naqschbandi (* 1930), kurdischer Politiker und Regierungschef der Kurdischen Autonomen Region (1977–1980)
- Safwat Dscharah (1935–2010), Schauspieler und Regisseur
- Abdullah Ismail Ahmad (1937–2000), kurdischer Politiker der Bewegung Progressiver Kurden bzw. der Kurdischen Revolutionären Partei
- Muhammed Aref (1937–2009), Künstler
- Abdulla Paschew (* 1946), Dichter
- Rasul Bezar Gardi, Sänger
- Mischko, Sänger
- Fuad Ahmed Tabib, Sänger
- Homer Dizayee, Sänger
- Nihad Qoja (* 1957 oder 1958), ehemaliger Bürgermeister der Stadt
- Mohammed Yaseen Mohammed (1963–2020), Gewichtheber
- Amed Sherwan (* 1998), Autor und LSBTI-Aktivist

## Städtepartnerschaften
- Sulaimaniyya